# Chiesa arcipretale di Santo Stefano
La chiesa arcipretale di Santo Stefano è un luogo di culto cattolico situato a Fara Olivana con Sola, in provincia e diocesi di Bergamo.

## Storia
L'antichità di Fara Olivana è testimoniata da reperti di epoca romana.
La sua chiesa è tra le più antiche della zona e per secoli subì le sorti della rocca munita di mura in cui sorgeva. La chiesa di Santo Stefano, compare già come pieve nell'elenco delle chiese bergamasche che pagavano la tassa alla Santa Sede attorno al 1260 e nel 1304 il suo "archipresbiter Petrus", viene citato insieme alla sede pievana di Fara, tra i partecipanti al sinodo diocesano. Nel 1360 la sua giurisdizione venne estesa sulla chiesa della frazione di Sola, sul convento dei Neveri di Bariano, al Carpeneto di Morengo e su altre chiese cremonesi appartenenti al feudo del vescovo di Bergamo. La pieve, che probabilmente era di modeste dimensioni, venne distrutta dai ghibellini di Covo nel 1398 durante l'attacco del Castello Vecchio, sempre all'interno del borgo che faceva parte della fazione guelfa, essendo sull'altra sponda del Fosso Bergamasco. La Misericordia Maggiore di Bergamo provvide ai restauri avvenuti verso il 1470 e nel 1507.
Le visite pastorali dei primi decenni del Cinquecento definiscono la chiesa "piccola ma ben tenuta, ad una navata con tre altari, dei quali il maggiore collocato nel piccolo e basso presbiterio coperto a volta… e con un'ancona a semicerchio…” nella quale spiccava una tela raffigurante la Madonna col Bambino seduta in trono e avente ai lati santo Stefano Protomartire e sant'Alessandro in contemplazione.
La chiesa fu aggregata alla pieve di Ghisalba verso il 1570, quando vi fu la soppressione della pievanìa di Fara Olivana.
Mercoledì 12 ottobre del 1575 san Carlo Borromeo si recò a Fara Olivana in qualità di visitatore apostolico. Era allora arciprete don Nicolò Amati. La notizia della visita del grande cardinale di Milano è conservata nelle memorie manoscritte dell'arciprete don Domenico Fumagalli (1829-1852). Dopo della visita di san Carlo venne ricostruito il presbiterio e il campanile a spese della Misericordia Maggiore.
A lato della chiesa arcipretale, nel luogo dove sorge la chiesa della Beata Vergine Addolorata, secondo l'uso dell'epoca vi era un cimitero, nel quale i morti continuarono a essere inumati fino al 1772, sin quando cioè già da undici mesi era stato preparato il cimitero e la relativa cappella.
Per decreto del vescovo Antonio Redetti del 7 luglio 1766, le vecchie strutture ormai fatiscenti furono abbattute. Il 16 agosto di quello stesso anno l'arciprete don Andrea Garella da Pedrengo, procedeva alla posa della prima pietra della nuova chiesa, progettata con gusto barocco tendenzialmente neoclassico da Giacomo Allegrini di Osio Sotto.

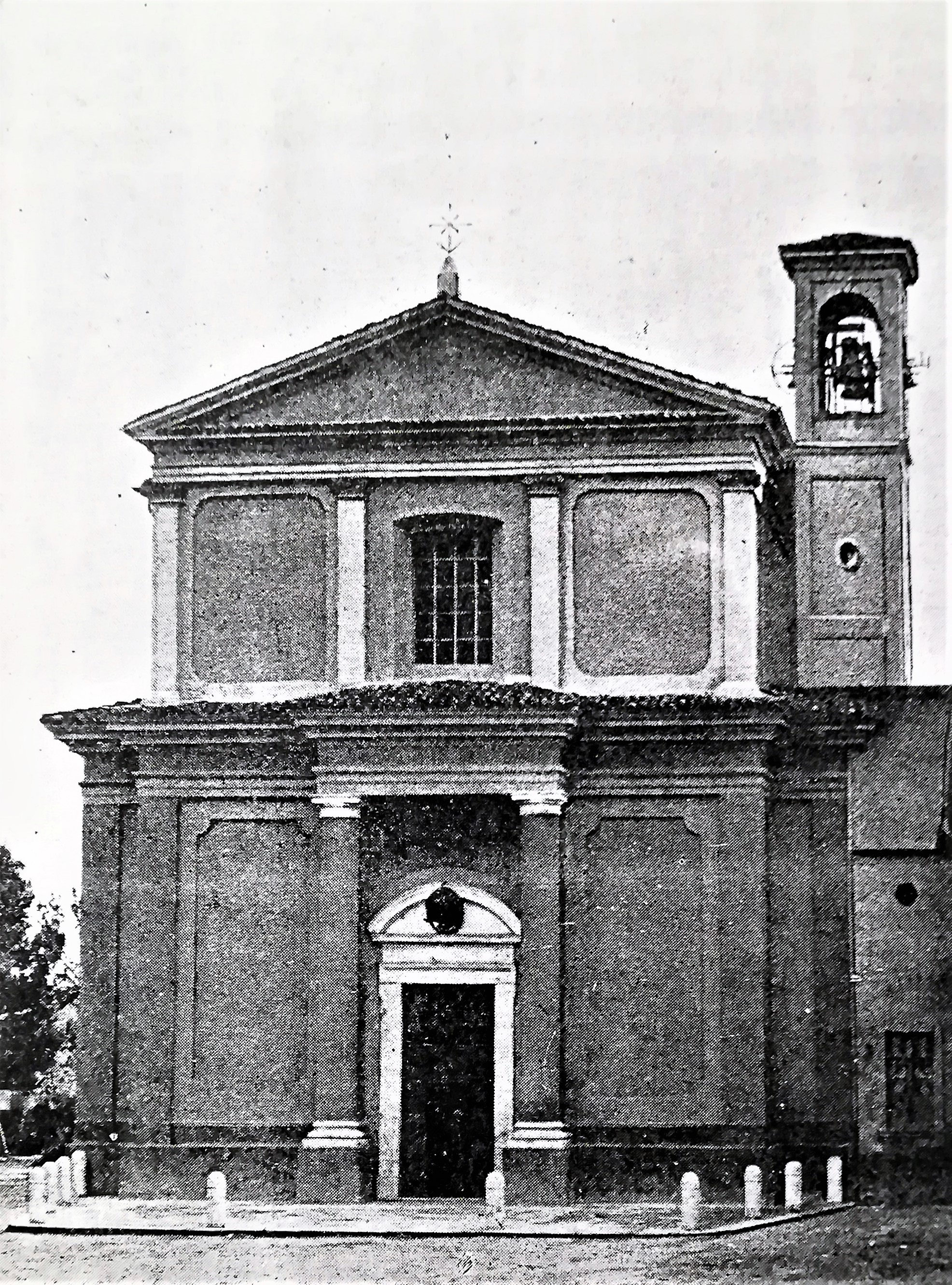
La chiesa arcipretale di Santo Stefano nel 1945

Il nuovo edificio sorse in parte sull'area dell'antica chiesa e in parte sull'area occupata precedentemente dalla casa Ceruti, all'uopo acquistata. Finanziatori dell'impresa furono la Misericordia Maggiore di Bergamo, proprietaria del latifondo locale e il popolo di Fara che diede per la sua chiesa denaro e opera. La costruzione, completamente in cotto, fu lenta: subì soste e ritardi. Nel 1769 erano già coperti il presbiterio e il coro e una parte della navata. Questa porzione di edificio venne benedetta il 15 aprile 1770 dall'Arciprete Garelli, e subito adibita al culto. Dopo una sosta di dieci anni i lavori ripresero e si conclusero solo nel 1788 con il bel portale in marmo di Zandobbio disegnato da Gian Francesco Luchini.
La chiesa fu consacrata con il titolo di Santo Stefano protomartire da monsignor Pier Luigi Speranza, vescovo di Bergamo, il 26 aprile 1869, quand'era arciprete di Fara Olivana don Luigi Zenoni di Scano al Brembo.
Per la costante insidia del sottosuolo acquitrinoso si dovette più volte intervenire con lavori di consolidamento fatti eseguire nel 1828 da don Domenico Fumagalli e nel 1894 da Don Aquilino Roberti, senza peraltro risolvere il problema della statica e della solidità della chiesa.
Già nel 1917 l'ingegnere Elia Fornoni segnalò l'urgenza di riparazioni, nel 1919 però vennero effettuati solo lavori di consolidamento. Nello stesso anno Guglielmo Tonus realizzò il monumentale altar maggiore su disegno di Elia Fornoni, consacrato dal vescovo Luigi Maria Marelli che vi pose le reliquie dei santi Pietro e Donato.
La solenne inaugurazione venne celebrata con feste straordinarie che ebbero luogo nei giorni 4, 5 e 6 agosto 1934.
A ricordare l'origine e i restauri della chiesa venne murata una lapide commemorativa con la seguente epigrafe:

Veteri aede arcipresb. Plebana

angusta ac fatiscente

templum hoc

auspice Andrea Garella Archipr.

Misericordia Majori Bergomi opitulante

incolarum stipe et opera

ab an.MDCCLXVI ad an. MDCCLXXXVIII
Archetipis Iac Allegrini

funditus Eadificatum

Divo Stephano Pr Sacrum

VI Kal.Majas an.MDCCCLXIX

A Petro Aloisio Speranza Bergomensium Episc.

rite consecratum

Franc.Xav.Cavagna Archipr.

eques italicae coronae

popouli aere et labore

circumquaque solidandum

auroque pictisque marmisque exornandum

curavit

reparatae salutis

undevices.centeno anno vertente"

la cui traduzione in lingua italiana è:
“L'antica Chiesa Arcipresbiterale Plebana – angusta e fatiscente – questo Tempio – auspice Andrea Garella Arciprete – col soccorso della Misericordia Maggiore di Bergamo -con l'opera e col denaro dei Parrocchiani – eretto dalle fondamenta su disegno di Giacomo Allegrini – dall’anno 1776 al 1788 – consacrato solennemente da Mons. Pier Luigi Speranza Vescovo di Bergamo – il 26 aprile 1869 – l'arciprete Francesco Saverio Cavagna – Cavaliere della Corona d’Italia – con l'obolo e col lavoro del popolo – curò - che fosse in ogni sua parte consolidato – e arricchito di oro di pitture e di marmi – nel diciannovesimo centenario di nostra Redenzione”.

## Decorazioni e dipinti
La facciata della chiesa si sviluppa su due ordini ed è tripartita da due colonne, terminanti con capitello dorico.

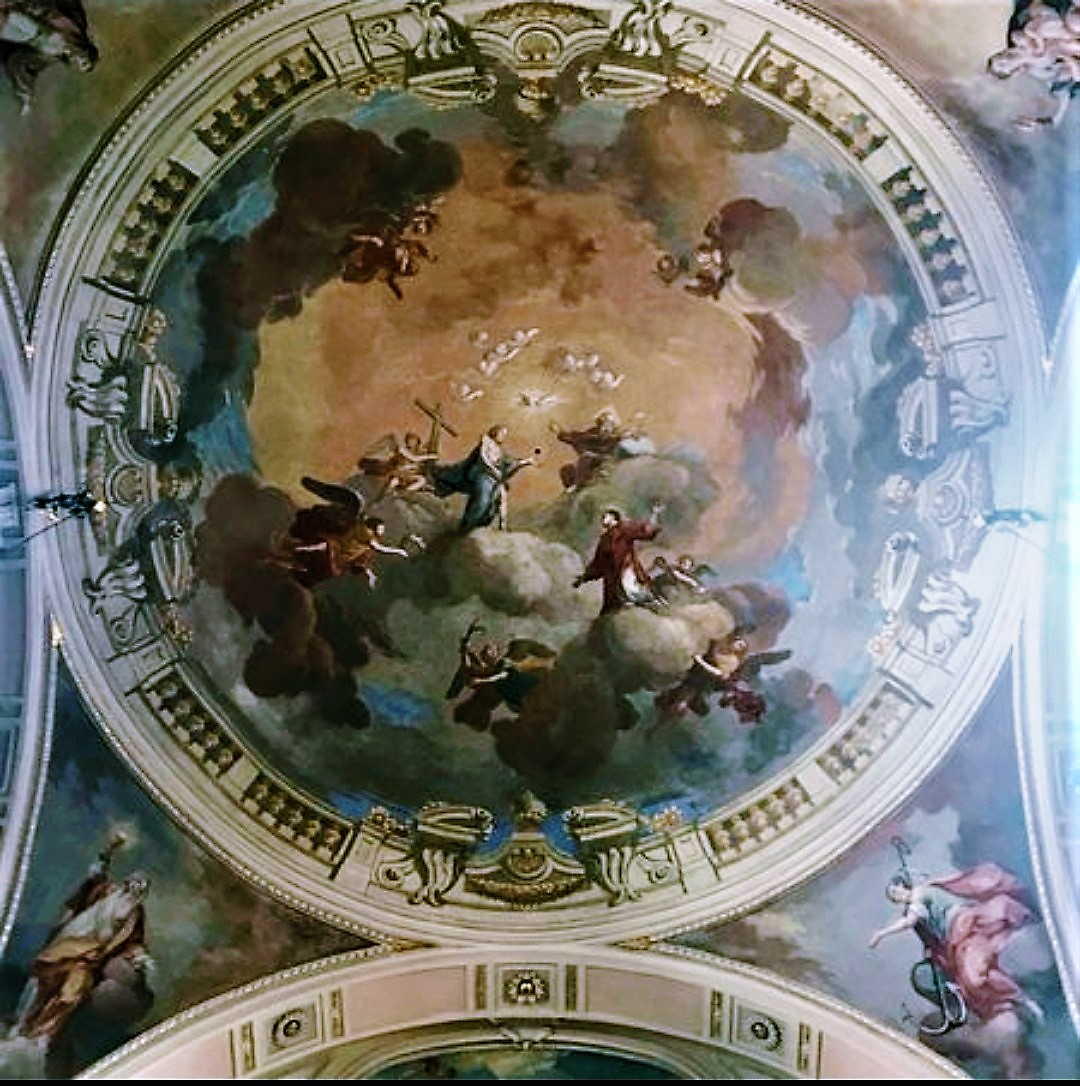
Gloria di Santo Stefano - Chiesa di Fara Olivana - affresco della volta - Carlo Ferrario. 1782

Gli stucchi sono di Cesare e Giuseppe Costa che vi lavorarono a due riprese nel 1769 e nel 1781. Essi risentono dell'interruzione dei lavori: vive e complesse sono le cartelle barocche del presbiterio, più freddi e composti i festoni e i rosoni neoclassici del resto della chiesa. Alle opere di pittura lavorarono diversi artisti. Nel 1770 Giuseppe Orelli affrescò la volta ellittica del presbiterio, l'Annunciazione di Maria, e gli evangelisti. Nello stesso anno Giuseppe Antonio Guizzardi ingrandì la pala centrale con la Vergine e i santi protettori (attribuita da alcuni a Gian Paolo Cavagna, da altri a Francesco Zucco) per adattarla alla nuova e più ampia ancona della nuova chiesa, inserendo alcune figure mediocremente riuscite. Carlo Ferrari, nel 1782, dipinse a fresco nella grande tazza la Gloria di santo Stefano e nei pennacchi le figure simboliche delle virtù; due anni dopo dipinse su tela il Battesimo di Gesù, visibile nel battistero. Dopo oltre mezzo secolo la chiesa si abbellì di nuovi affreschi. Nel 1855 Giacomo Giordani, dipinse nel coro San Giuseppe e Sant’Antonio Abate.
>